# 格林斯格蘭特 (新罕布什爾州)
格林斯格蘭特（英語：Green's Grant）是位於美國新罕布什爾州庫斯縣的一個行政鎮區。

## 地方資料
格林斯格蘭特的面積為9.50平方千米，皆為陸地。根據2020年美國人口普查的數據，當地共有人口0人，而人口密度為每平方千米0人。